# Рекашки Шокци
Рекашки Шокци су етничка група настањена у месту Рекаш, жупанија Тимиш, Румунија. Говоре рекашким говором и српског су порекла. Данас их је преостало неколико десетина, док их је некада било преко хиљаду. Римокатоличке су вероисповести и сматрају се делом хрватског народа.

## Историја
Хрватски историчар Стјепан Крпан у својој монографији о рекашки Шокцима из 1990, на основу оскудних историографских података и усмене историје, доноси претпоставке о времену досељавања Шокаца у ове делове Баната. Шокци су се доселили крајем 17. и почетком 18. века, у крајеве источно и северно од Темишвара, у Рекаш и неколико села (Радна, Милова, Болч и Сарвиши). У самом Рекашу населили су претежно северни и западни део насеља, који је по њима назван Шокачки крај или Шокачка страна. Према усменој историји место њиховог порекла је источна Славонија, односно место Бабина Греда код Винковаца. Непосредно након 1890. године, на своје поседе у Рекашу, гроф и велепоседник Амбрози је населио Хрвате пореклом из Горског котара. Они су као дрвосече радили у околини Острогона, због чега су их у Рекашу звали Гранери (немачко име за Острогон је Гран). Малобројни Гранери су се током времена утопили у Шокце. Почетком 20. века Шокци су, уз Немце били богати земљопоседници. Према Крпану, они су још у 18. веку одржавали везе са бачким Шокцима и Буњевцима у оквиру Хабзбуршке монархије. Њихов културни препород започиње крајем 19. века, а посебно је снажан у међуратном периоду. Крпан указује на значај хрватског књижевног друштва Светог Јеронима из Загреба, које је Шокце снабдевало потребним књигама и часописима.

О културним односима рекашких Шокаца са Краљевином Срба, Хрвата и Словенаца, касније Југославијом, и Србима из Банатске Црне Горе и Темишвара, повремено је извештавала локална темишварска српска штампа. Арсеније Бугарски преноси допис Шокачког земљорадничког друштва у Рекашу, послат вероватно почетком 1922. године, Министарству за земљопривреду у Београду у коме се моли за књиге за уздржавање и очување наше националне свести. У допису се наводи да су у Рекаш настањени око 1660. године, да су римокатолици који читају латиницу, а да део (10 %) чита и ћирилицу и да броје преко 1.100 душа. Успостављањем нових државних граница 1919. Шокци из Рекаша су изгубили везу са свјим некадашњим културним центрима (Загреб и Суботица). Уз бележника Јоцу Ћосића допис је потписао и Петар Пелић као председник Друштва. На ову молбу министар пољопривреде и вода донео је решење 5. маја 1922. да се у Рекаш пошаље 51 наслов књига и часописа, као и слика краља Петра. Послати материјал је стигао у Рекаш вероватно током јула 1922, у пет пакета, а Ћосић и Пелић су потврдили пријем. Темишварски часопис Гласник, који почиње да излази крајем 1921. године, већ следеће године почиње да штампа и вести из Рекаша. Тако 1922. Гласник јавља о успешној забави одржаној у Рекашу чији је организатор Јоца Ћосић, општински подбележник. У чланку се каже да је забава имала морални и материјални успех, уз коментар да овај народ не броји више од 1.200 душа. Следеће 1923. године Гласник пише да је 14. априла Рекашко шокачко певачко друштво прославило 35 година постојања и том приликом приредило забаву са игранком. Забаву је посетила и једну тачку програма испунила Темишварска певачка дружина. Већ у следећем броју Гласник објављује обиман чланак Рекашки Шокци и њихов национални живот Јоце Ћосића, који помиње оснивање Шокачког певачког друштва 1888, контакте са другим Шокцима и Буњевцима (у Рекашу су читали Шокачку и буњевачку вилу и Невен). Да те 1023. године у Рекашу (у средини Банатске Црне Горе) постоје Шокачко земљорадничко друштво, Шокачко певачко друштво и Шокачка читаоница. Јоца Ћосић посебно наглашава борбу током које су шокци остављени сами себи без икакве моралне помоћи могли очувати кроз 300 год. своје чисто народно обележје, без да су примили уплив туђег језика или обичаја. Шокачко певачко друштво приредило је 4. маја 1924. у част стогодишњице рођења Бранка Радичевића свечану забаву са игранком, на којој је учествовало и певачко одељење српског друштва Слога из Темишвара. Гласник је јавио да су госте из Темишвара на рекашкој железничкој станици дочекали подбележник Јоца Ћосић са оркестром. Следеће године Гласник објављује Ћосићев чланак о светосавској забави у Краљевцу, на којој је присуствовало рекашко шокачко омладинско друштво Коло чији је председник Иван Каталинић приказао шаљив монолог Пијаницу. У два броја 1934. Гласник детаљно извештава о канонској посети епископа Георгија Банатској Црној Гори. Том приликом, епископу је у име државне власти домаћин био општински бележник Јоца Ћосић: 
| „                       | По свршеној молитви преосвећени је у гостољубивом дому општинскога бележника Јоце Ћосића примио месне депутације и учествовао на банкету коју Му је сам општински бележник у своме дому приредио. | ” |
| — Гласник, 1934. године | |   |

После Другог светског рата Рекашани пролазе кроз период колективизације, а после Резолуције Информбироа, Шокци, ако и сви други припадници југословенских мањина у Румунији, прекидају контакте са матичном земљом, Југославијом. После румунске Револуције 1989, малобројни преостали Шокци делимично су повратили своја имања, а од 1991. добијају и хрватско држављанство. Данас се баве виноградарством, сеоским туризмом, локалном индустријом и услужним делатностима.

## Демографија
У Рекашу су Шокци староседеоци, а након повлачења османске власти из Баната, 1724. почиње колонизација немачког становништва из различитих немачких крајева, убрзо током 18. века следе нови таласи немачких колониста. Прва јеврејска породица је досељена 1816, касније стижу и друге. Последње планско насељавање је било од 1899. када је 100 мађарских католичких породица из тамишке, торонталске, чамадске и чонградске жупаније насељено у део Рекаша назван Мађарско село, касније Ново село. Мађари су у свом делу 1902. подигли један звоник. Талас исељавања у Америку започиње првих година 20. века, тада почиње опадање броја Шокаца.
На аустроугарском попису 1880. године у Рекашу је било 3.663 становника. На овом, као и на следећем попису из 1890. Шокци су пописани као Срби. На попису 1900. пописани су као Шокци, тада је Рекаш имао 4.104 становника. Етнички саства је био следећи:
| Етнички састав према попису из 1880. године‍ | Етнички састав према попису из 1880. године‍ | Етнички састав према попису из 1880. године‍ | Етнички састав према попису из 1880. године‍ | Етнички састав према попису из 1880. године‍ |
| ------------------------------------------- | ------------------------------------------- | ------------------------------------------- | ------------------------------------------- | ------------------------------------------- |
|                                             |                                             |                                             |                                             |                                             |
| Немци                                       | Немци                                       |                                             | 1.820                                       | 49,7%                                       |
| Срби                                        | Срби                                        |                                             | 1.364                                       | 37,3%                                       |
| Румуни                                      | Румуни                                      |                                             | 170                                         | 4,6%                                        |
| Мађари                                      | Мађари                                      |                                             | 148                                         | 4%                                          |

| Етнички састав према попису из 1900. године‍ | Етнички састав према попису из 1900. године‍ | Етнички састав према попису из 1900. године‍ | Етнички састав према попису из 1900. године‍ | Етнички састав према попису из 1900. године‍ |
| ------------------------------------------- | ------------------------------------------- | ------------------------------------------- | ------------------------------------------- | ------------------------------------------- |
|                                             |                                             |                                             |                                             |                                             |
| Немци                                       | Немци                                       |                                             | 1.955                                       | 47,6%                                       |
| Шокци                                       | Шокци                                       |                                             | 1.163                                       | 28,3%                                       |
| Мађари                                      | Мађари                                      |                                             | 749                                         | 18,2%                                       |
| Румуни                                      | Румуни                                      |                                             | 166                                         | 4%                                          |

По окончању Другог светског рата, јануара 1945. из Рекаша је у Совјетски Савез на принудни рад депортовано више од 200 Немаца. Седамдесетих година почиње убрзано исељавање Немаца, а после Револуције 1989. скоро сви Немци напуштају Рекаш. Осим Румуна, у послератном периоду посебно је и број Рома. На попису 1992. Шокци се пописују као Хрвати, али су се неки изјаснили и као Срби. Већина Срба је досељена из села Банатске Црне Горе. Етнички састав је био следећи:
| Етнички састав према попису из 1992. године‍ | Етнички састав према попису из 1992. године‍ | Етнички састав према попису из 1992. године‍ | Етнички састав према попису из 1992. године‍ | Етнички састав према попису из 1992. године‍ |
| ------------------------------------------- | ------------------------------------------- | ------------------------------------------- | ------------------------------------------- | ------------------------------------------- |
|                                             |                                             |                                             |                                             |                                             |
| Румуни                                      | Румуни                                      |                                             | 3.543                                       | 70%                                         |
| Мађари                                      | Мађари                                      |                                             | 930                                         | 18,3%                                       |
| Немци                                       | Немци                                       |                                             | 202                                         | 4%                                          |
| Роми                                        | Роми                                        |                                             | 156                                         | 3,1%                                        |
| Срби                                        | Срби                                        |                                             | 129                                         | 2,5%                                        |
| Хрвати                                      | Хрвати                                      |                                             | 99                                          | 1,9%                                        |

Данас се Шокци углавном пописују као Хрвати. На попису 2021. године у општини Рекаш је био 41 Хрват.

## Говор
Рекашки Шокци говоре шокачким екавским говором, али је због могућности праћења хрватских медија у Румунији на хрватском стандардном језику, намењеним далеко бројнијим Карашевцима, двоструко угрожен и престижом стандардног језика. На попису 2021. у општини Рекаш 27 становника се изјаснило да им је хрватски матерњи језик.

## Религија
Рекаш је био седиште римокатоличке парохије 1392. године којом је управљао свештеник Јакоб. За време османске власти (1551—1716) у Рекашу су мисионарили фрањевци провинције Босне Сребрене, а Рекаш је био и мисијска станица католичких свештеника. Шаму Боровски наводи да је римокатоличка црква у Рекашу саграђена 1780. године, мада је пре 1740. постојала у месту дрвена црква. Њој је Иван Вучетић 1722. године даривао златни калеж, у који је био угравиран текст на латинском Joannes Vuchetich donavit Ecclie Recasiensis anno 1722. Његово даривање рекашке цркве се може довести у везу са фрањевцем Александром Каланеком из Бриња, који је у то време био у мисијској служби у Рекашу, а из Бриња је и племићка породица Вучетић. Према Јозефу Шулцу, прва позната рекашка црква била је на локалитету Szent Lelek (Сентиљак), удаљеном око 2 километра северозападно од данашње цркве, одакле је донесен део готичког каменог довратника, који је смештен у једној споредној црквеној просторији. Из старе цркве, сачувана је и камена крстионица из 1726. године. Према Јозефу Шулцу, фрањевци су управљали рекашком парохијом до 1792. године, а по Јозефу Штицлу, до 1769. године. Њих су наследили бискупски свештеници, који су касније били и декани. Рекашки деканат је обухватао осим рекашке и десетак околних парохија. Прве матичне књиге уведене су у парохији 1743. године. Међу рекашким свештеницима био је и Александар Берковић, који је овде службовао од 1893. до 1896. године. Рођен је у Неузини код Великог Бечкерека (Зрењанин) у породици хрватских предијалаца, чији су се преци тамо доселили крајем 18. века из Глинске Пољане код Петриње. Студије теологије завршио је на богословији Пазманеун у Бечу, а за свештеника је заређен 1882. године у Загребу. Од 1888. до 1893. обављао је разне службе у бискупском ординаријату  и предавао на богословији у Темишвару. Јозеф Штицл бележи да је био маркантна појава који је Шокце хтео кроатизирати. Један од његових капелана је био Иван Колесар из Перлеза, који је после његовог одласка постао рекашки парох и декан. За време његовог службовања изграђена је данашња црква у неоготском стилу, започета 1914. године, а завршена и освећена 1918. године. Колесар је једно време био и председник Шокачког певачког друштва, у коме су током двадесетих година 20. века деловали капелани и пароси немачког порекла. Главни олтар рекашке цркве је посвећен Светом Ивану Крститељу, а на тај празник (24. јун) одржава се шокачка руга (црквена година) коју обележавају Шокци, Док Немци имају своју црквену годину (кирвај) прве недеље октобра, а Мађари своју црквену годину (буча) на Велики Госпођин (15. август). Шокачки трагови у цркви се виде на неколико места. Тако су две станице пута крста на источном зиду црквене лађе обележене шокачким описима слика, и то 7. станица Исус други пут пада под крстом и 8. станица Исус теши плачеће жене. Обе слике су израђене и постављене 1933. године даровима Шокаца. Један осликани црквени прозор, витраж на источном зиду, који приказује Светог Венделина, заштитника животиња, дар је супружника Ивана и Катарине Јанкулов, а израђен 1918. године. Христов кип Ecce homo у природној величини дар је Јоце Кожара 1935. године, у захвалност за оздрављење. У цркви се налази копија слике Црна Марија, чији је оригинал по легенди донесен из старе постојбине, потом застава Шокачког певачког друштва и шокачка застава, односно плави барјак са великом сликом Светог Ђурђа на коњу и посветом на којој пише: На славу Божју даровали богољубни Шокци 1926. Верским књигама за богослужење Шокци су снабдевани углавном из Будимпеште, Суботице и Загреба. Хрватски католички свештеник Анте Јагић у свом раду Хрвати у Банату из 1924. пише о рекашким Шокцима следеће: Старији људи су књиге и писмо на нешем језику, да их разликују од њемачких и мађарских књига, звали „Далматинска књига”.
Пред црквом се налази споменик погинулима у Првом светском рату, у време када је Рекаш припадао Аустроугарској монархији, а погинули грађани су били у рату пораженој страни. Споменик има четири једнаке странице, на свакој су исписана имена погинулих друге националности, немачка, мађарска, румунска и шокачка. Рекаш има два католичка гробља, оба у власништву католичке парохије. Прво гробље у Рекашу се налазило на месту порте данашње католичке цркве, на простору садашњег гробља прве сахране су започеле 1777. године, капела је сазидана 1853, а нешто касније гробље је ограђено каменим зидом. Гробље је проширено 1865, дрвени гробљански крст је обновљен 1869, а 1896. је постављен камени крст. Гробље је обновљено 2008. старањем немачке заједнице. На старом католичком гробљу сахрањени су Немци и Шокци.

### Ходочашћа у Марију Радну и Ригош
На дан храмовне славе (Мала Госпа, 8. септембар) Шокци су одлазили на ходочашће у католички манастир Марија Радна код Липове. Овај манастир су посећивали и Карашевци, кечански Хрвати, банатски Бугари из Винге и Бешенове, а некада и бачки Буњевци и Шокци. У 16. веку у Марији Радни су боравили и босански фрањевци, а у месту Радна су раније живели Шокци икавско штокавског говора. Ходочашћа Рекашана у Марију Радну датирају још од почетка 18. века. Раније су припреме за ходочашће почињале две-три недеље пре Малог Госпођина. Тада су се недељом скупили шокачки младићи код оног момка који је био одређен да те године у процеиону (процесија) носи Исукрста (крст). По правилу, тај момак је био најстарији међу регрутима те године за катанију (војску). Други и трећи по старости носиће уз њега у процесији крижеве (црквене барјаке). Момак код кога су се скупили, одвозио би их колима на ритове преко Бегеја, подаље од села, да би тамо срповима које су понели нажњели што више сите. Бирали су оне стабљике које су биле високе правећи од њих снопове. Нажњели би 20 до 25 снопова, натоварили у кола и довезли у село, у двориште оног момка одакле су пошли. Увече би се опет на истом месту скупили, сваки би узео по сноп и кренуо према кући своје девојке, и потом бацио сноп преко плота у њено двориште. Онај који није имао девојку бацио би сноп преко плота у двориште слободне девојке. Увече су девојке, њихове мајке, баке и њихове комшинице зашиљеним прутом калале стабљику по стабљику сите, те вадиле њену срчику, меку попут памука. Кад су је повадиле из свих стабљика, однеле би је кући главног момка. Његова мајка, рођаке и комшинице, којима је из цркве већ био донесен крст, сплеле би од ситине срчике венац, причврстиле на распеће и украсиле шареним врпцама. Дана 7. септембра, рано ујутру, скупили би се ходочасници у рекашкој цркви или на гробљу. Након краће молитве, изашли би и поређали се у процесију, коју су предводила три момка, најстарији са крстом и друга двојица са црквеним барјацима и кренули би пут манастира. Тада су певали маријанске песме из старе песмарице Виенца, а прва је била Сви углас језици сад се сложите. Процесију је пратило десетак запрежних кола са старијим женама, мушкарцима и децом. Ишло се, молећи се и певајући песме. Процесија се кретала споредним путевима преко Хрњакова, Надаша, Бузаде и Богде према Липови. Када су ходочасници пролазили шумом, или ако би запретила киша, девојка оног момка који је носио крст, покривала је распеће белом марамом, а на мараму се крст стављао и онда када су ходочасници ручали. Торбе са јелом, рађанске торбе, обично величине 50x50 центиметара, сашивене од ћилима и подстављене домаћим платном, са поклопцем и упртом од узице, возиле су се том приликом на пратећим колима. Увече, истог дана, рекашка процесија би стигла у Радну. Тада су певали песме, потом би отишли у цркву и тамо оставили крст и црквене барјаке, а онда би потражили преноћиште (квариљ). Преноћиште је било скромно, са сламом на поду која је била прекривена покривачима, у једној просторији би преноћило од 15 до 20 ходочасника. Сутрадан би сви отишли на мису коју је служио карашевски свештеник или онај који је познавао говор Шокаца. Потом би ходочасници пошли на Калварију из цркве. Након молитви сваки је Рекашанин стављао на мараму прострту на трвви неки новчани прилог. Претходно би га пољубио и гласно рекао, или помислио, у чије га здравље даје. Новчане дарове слали су по ходочасницима и они који нису могли поћи у Радну. Тим се новцем плаћала миса у Радни, а ако је нешто остало, плаћала се радњанска миса која се служила у Рекашу две-три недеље након ходочашћа, или би се купио неки дар за рекашку цркву, а то је обично била нека света фигура (слика). Након ручка, на празник Мале Госпе, боравили су ходочасници у цркви, у молитви или песми, или у хладу пред црквом, где су трговци нудили и продавали разноврсну ситну робу, најчешће сувенире повезане са Радном и њеном заветном црквом. Тада би момак који је носио крст купио својој девојци, која је водила о крсту бригу, неки дар. И следећи дан су рекашки ходочасници ноћили у Радни, а онда би сутрадан, врло рано, кретали у процесији кући, пошто су обавили опроштајни део побожности, и тада се певала песма. Ишло се истим путем, као и у доласку, а дуже су се одмарали и ручали у Богди. Пред крај дана су стизали у Рекаш, тада би свратили на гробље и продужавали су ка цркви где би их дочекао свештеник. После краће молитве, оставивши крст и барјаке у цркви, ходочасници би се разишли својим кућама. Данас се на ходочашће одлази аутомобилом или другим превозним средствима, ретко у малим процесијама.
Све до половине 20. века рекашки Шокци су ходочастили и у Богду, место које се налази 25 километара северно од Рекаша. Јужније од Богде, на километар удаљености, у шуми се налази локалитет Ригош где је смештена капела са заветним кипом Госпе Лурдске. У непосредној близини је било купалиште са зградом за смештај и прехрану гостију. На ходочашће Рекашани су полазили дан уочи празника Свете Ане (25. јул). Тога дана су се скупљали у рекашкој цркви, где се обављала уобичајена молитва, потом је један дечак узимао крст а друга двојица црквене барјаке, па би ходочасници изавши из цркве формирали процесију. Иза носилаца крста и барјака ишла су деца, потом девојке и жене, а на крају момци и остали мушкарци. Пре напуштања Рекаша, свраћали су на гробље и тамо се помолили за упокојене. Процесију су пратила понека запрежна кола у којима су се возиле старије жене које нису могле пешачити. Ту су биле и торбе са јелом које су ходочасници понели од куће. Након више сати пешачења, молећи се и певајући радњанске (рађанске) песме, стигли би у Богду а онда су продужавали ка Ригошу. Прво су ишли у цркву где су обављали молитву, а затим би потражили преноћиште. Побожности су обављали током поподнева и вечери. Сутрадан, на празник Свете Ане, имали су рекашки ходочасници своју мису, коју је служио богдаански свештеник на немачком језику. Након мисе, ходочасници су јели, а затим у процесији кренули за Рекаш. На улазу у село су их дочеивале жене и деца, прикључивали се процесији и тако сви заједно полазили на гробље. Са гробља су се упутили ка цркви, одакле су већ одјекивала црквена звона, поздрављајући ходочаснике. На црквеним вратима процесију је дочекивао свештеник, који је за ходочаснике и остале вернике служио мису и држао проповед.

## Обичаји

### Рођење
Велики догађај у породици је било рођење детета. Под родиљу, у ишчекивању срећног догађаја стављали су врећу да лакше роди. Рађању је присуствовала бабица, она је новорођенче прихватила, окупала га и завила у пеленчице (пелене). Од тренутка рађања идућих осам дана поред родиље је и дању и ноћу горела свећа да чува новорођено дете од шумске маме која би га могла променити. Наредних шест недеља мајка детету није смела окренути леђа. Родиљу су посећивале жене из ближе родбине те јој доносиле понуде (дарове), обично колаче и воће, остајале крај ње и са њом разговарале како би је забавиле. По рођењу детета свекрва, јетрва или нека друга жена у кући испекла је погачу коју је бабица однела куми, коју је обавестила да се спреми за крштење. Деца у тој кући и из родбине, којима је такође била слата погача, пошто су од ње дибила комад, требала су трчати како би новорођенче што пре проходало и било живахно. О срећном догађају би био обавештен и кум, који је био веома важна особа у родбини. На кумство се много пазило и оно се одржавало кроз генерације све док се једна породица не би угасила. Веома ретко се поред старог кума тражио нови, јер би запостављање старог кумства за кућу била велика срамота. На крштењу, нарочито некада, кум је давао име детету. Догађало се да за то родитеље новорођенчета није ни питао, нарочито ако је кумчету наумио дати своје име. По доласку са крштења, за дате би се казало да су га однели некрштено а донели крштено. Дете је на врату, на узици или ланчићу, у малој платненој врећици носило ушивен запис, који се састојао од неке верске сличице или написане кратке молитве. Ту су била и три зрна жита, три грумена тамјана и три зрна мака. Жито је требало да преноћи да дете буде добро као плод од кога се добија хлеб, тамјан ће учинити да оно буде мило као мирис тамјана, а по маку ће дете бити плодно попут те биљке. Запис је требао бити заштита од урока и болести. Девке или цурице са навршених 12—13 година слате су да се држе са девојкама те помало и саме постајати дивојке, а деца (дечаци) понавршеној 14 или 15 години почели су одлазити у друштво момака те су и сами постајали момци. Поставши момак, младић је добио нове хаљине, момачку посвечену или празничну одећу, исто тако се и девојка почела облачити по дивојачки, уређујући на празнике и недељом фризуру на начин одшироко и обнављајући своју одећу за Божић, Ускрс, а понекад и на црквену годину.

### Свадба
Кад је момак стасао за женидбу, старији укућани настојали су да му нађу девојку, која неће само одговарати њему, него и њиховом укусу и потребама куће. У прошлости избор животног партнера била је ствар родитеља и ближе родбине, а момак се и није баш питао. И на другој страни, у двојачкој кући, било је тако. Родитељи и родбина настојали су да девојци нађу погодног младића, а да она то није ни знала. Ипак, у новије доба, избор девојке постала је лична ствар самог момка. Он је по навршених 18 година, постао прави момак, способан за женидбу, а девојка се могла удати са навршених 16 година. Било је случајева када су се момци женили са 17, као и кад су навршили и прешли 20 година, а девојке су се удавале са 14 или 15 година. Кад су се момак и девојка споразумели да се узму, што ће рећи да она момка бегендише (да јој се свиђа), обоје би обавестили своје родитеље о тој одлуци. Потом је нека младићева тетка, стрина или ујна отишла девојчиним родитељима да их упита јесу ли сагласни да своју кћер дају за тог момка. Она га је при томе хвалила, истичући његово поштење и марљивост, као и богаство куће и ред који у њој влада. Своје излагање сводила је на закључак како је то за девојку прилика живота. Кад су у том разговору девојчини родитељи дали свој пристанак, а и сама девојка то пред свима поновила, изасланица је могла момку и његовим родитељима донети добре вести. Који дан касније, отишли су момкови родитељи девојчиној кући и тамо договорили прошњу, те се погодили са њеним родитељима што ће она као тал (мираз) донети у момкову кућу. Договорили су се и око дара који ће девојка добити од његових родитеља.

#### Просидба
До дана прошње, девојка је уз помоћ својих другарица и рођака, такође девојака, приредила и закитила неколико јабука којима ће даривати просце. На дан прошње, која се обављала обично суботом, предвече се у девојачкој кући скупила најближа родбина, те су тако сви са укућанима очекивали долазак упросника (просаца). Кад се добро смркло, момкови су родитељи кренули, у пратњи најближе родбине, девојчиној кући. Дошавши до њеног прага, они су се зауставили, те су укућанина који их је дочекао упитали, јесу ли они, путници из далеа, на добром путу. Они су поштени људи који траже голубицу за свог голуба, а дошли су на тај праг јер су чули да у тој кући има управо оно што траже. На то су вратима пришли и други укућани и гости да се увере јесу ли дошљаци поштени људи а не неки вандраши или скитнице којих би се требало чувати. Видевши да су придошлице честити људи, пустили су их у кућу. Сви су гости поседали за сто, момкови родитељи на чело. Тад се разговор о траженој голубици наставио. Кад су домаћини гостима рекли да у њиховој кући има таква голубица са шареним перјем, затражили су гости да је виде. Но да би се та жеља испунила, морали су посегнути у своје кесе и извадити сребрењаке. Били су вољни да плате, али су се прибојавали да голубици није можда крило прибито, или пак перје почупано. Коначно су гости пристали да плате 100.000 форинти, што је значило једну сребрну петокруну. Била је то свота коју су уговорили момкови и девојчини родитељи као дар девојци од стране његових родитеља. Потом је једно момче из девојине родбине увело у собу тражену голубицу. Како би се просци уверили да она није шепава, као ни да јој нису прибита крила, момче ју је трипут окренуло испод рукију, односно руку. Пошто су се просци на своје очи уверили да је представљена девојка управо она коју траже, она је пришла столу где јој је будућа свекрва предала у везаном пешкиру јабуку, прстен и уговорен новчани  износ. До краја Првог светског рата тај је износ био сребрна петокруна. Кад је то примила, девојка је пољубила у образ будућег свекра и свекрву, на што су јој они узвратили пољупцима у образ. Онда су столу приступили и девојчини родитељи, те ставши насупрот момкових, с њима су се спријатељили, говорећи једни другима: Да су нам деца срећна и паметна. Љубили су се унакрст, свако са једне са сваким са друге стране. Из исте боце су попли мало вина и ракије. Кад су то обавили, младина родбина затражила је да види голуба, будућег зета. Момак који је у пратњи својих рођака и пријатеља у међувремену стигао, налазио се у другој соби. Пошто се установило да је он заиста голуб, пар голубице, а пре него што је почео свечани ручак и весеље, утаначили су родитељи младенаца дан венчања, што је бивало обично након три недеље. Идуће три недеље младенци у цркви су били најављени или на рекашком, они су се викали. Ручак и весеље, након првог дела прошње, знали су потрајати до раних јутарњих сати. Пре одласка кући, сваки је гост добио од девојке јакуку са позлаћеним рузмарином. Јабуку умотану у бели пешкир коју је девојка добила од момкове мајке морала је окачити о клин у греди на плафону. Сваког дана ју је морала преносити са места на место, како се прошња не би покварила. Сутрадан, у недељу, испрошена девојка одлазила је на игру (плес), са позлаћеним рузмарином и цветовима у коси, што је био знак да је испрошена и да је постала снаша.

#### Свадбене припреме
Свадбе су се најчешће обављале у касну јесен па до празника Свете Кате (25. новембра), те од Божића па до поклада. Након просидбе младожењини родитељи су обавестили кума да се спрема за свадбу, истовремено они су се побринули и за старог свата. То је обично био неки момак из села са којим је младожења био добар пријатељ, и коме ће, кад се он буде женио, бити на свадби стари сват. По обичају, кум и стари сват су сносили неке свадбене трошкове, као плаћање свирача, па се тако део трошкова који је припао старом свату враћао у његовим сватовима. Страи сват је могао бити и млађи ожењен чпвек. Младожења је о скорој свадби обавестио и девера или деверског тату, који се као и кум наслеђивао. Његов помоћник на свадби биће деверић, дечак или момчић. Младожења налази и буклијаша, момка који је у недељу пре свадбе, пошто је код младожење доручковао, добио списак свих сватова, и отишао, понекад са младожењом, најпре код кума, па до старог свата и девера, те их позвао да се припреме за свадбу. Он је са собом носио, цвећем окићене и црвеном марамом повезане, две чутуре, већу са вином и мању са ракијом. Ступивши у кућу и поздравивши укућане, упитао је: Јесте ли ради гостима? на шта је домаћин одговорио: Јесмо добрима. На те речи буклијаш је говорио: Поклон и чаша добре воље од вашега (именује младожењу и сродство) који вас лепо моли да се приправите и да му дођете на весеље у понедељак  (каже датум). Након позива укућани пију из буклија чиме потврђују да су позив примили. Ако неки укућанин, кога такође треба позвати, није присутан, буклијаш му наточи из буклије чашу вина или чашицу ракије и замоли укућане да му, кад се врати, дају да то попије, па на тај начин и он буде позван. Позвавши све које је требало, буклијаш се врати младожењиној кући и тамо остане на вечери. Дужност буклијаша је да кума, старог свата и девера посећује пред свадбу три дана узастопно и да их упозорава како је тај дан близу. Средином недеље, пред свадбу, млада се расплетене и украшене косе, у пратњи једне девојчице из родбине упути у село да меће деверуше, да на свадбу позива девојке из родбине и своје другарице. Све оне, њене вршњакиње, као и оне нешто млађе и старије, биће на свадби њене деверуше. Тих дана преносио се у младожењиној кући и уговорени младин мираз. Обично се радило о једном кревету са постељином и ормару са фиокама. Понекад је млада добијала и једну краву или јуницу, две до три овце, а од некретнина један до два ланца земље, ређе три или четири. Све је то зависило од материјалног стања њене породице.

#### Свадбени дан
Свадба је обично почињала у понедељак, буклијаш је изјутра отишао диверској мами, деверовој жени, те њу и деверића, њеног сина или дечака из родбине, одвео младожењи да приме дар за младу. Тај дар се састојао од венчане одеће и ципела. Деврска мама у пратњи њих двојице, носила је млади дар, али пре уручивања, ставила је у ципеле три ораха, како би млада у идуће три године имала деце. Потом су се њих троје вратили младожењиној кући. Свадбено весеље почињало је за младожењине сватове код старог свата. Већ раног јутра он је на своју кућу истакао барјак. Радило се о шареном тканом ћилиму и марами од кашмира, што је било украшено шимшировим лишћем и шареним пантљикама. Онај мушки сват који је први дошао, био би на свадби чауш, сват који ће својим шалама и понашањем доприносити добром расположењу. Од старосватице чауш је добио црвено-белу мараму коју је омотао око своје шубаре или шешира. Други по реду пристигли сват, обично дечак, требао је бити барјактар. Он је ишао пред сватовском поворком и носио онај барјак који је био истакнут на кући. Обично су била два барјактара који су се смењивала у ношењу барјака и викању ију-ију-у-у. Након што су стигли девер и његова жена и деверић, сватови су почели служити се јелом и пићем, па су онда кренули куму. Ишло се полако, уз свирку луташа (свирача) и песму сватова, у поворци коју су предводили барјактари. Уз њих је био чауш, па буклијаш, затим стари сват, старосватица и други сватови. Код кума су сватови били понуђени колачима и пићем, а онда су заједно са њим кренули према кући младожење, поређани као на путу од старог свата ка куму. Код младожење су лепо примљени. Сваки одрасли мушки сват добио је на улазу у кућу по боцу вина. У соби је сватове очекивао један старији укућанин или неко из најближе родбине, коме су честитали речима: На здравље весеље! и нудили га вином из боца. Он је смештао кума, старог сват и девера на почасна места за столом. Ту су сватови били послужени пићем, а млади су запевали и заиграли. Пре поласка ка снаши, младожења је добио благослов од својих родитеља, а жене су га посипале пшеницом и кукурузом по глави и попрскале га светом водицом, потом су сви кренули младиној кући. Некада, до почетка 20. века, млади су се носиле крже, врста сватовског колача, који су припремали кум, а понекад и стари сват и девер. По сећању Марије Јанкулов-Илин, рођене Станић-Боркоњ, последња кржа ношена је на свадби Ђуке Катиног-Јојкиног, непосредно пред Први сватски рат. Кржа је била хлеб покривен черезима, колачима од теста резаним точкићем и печеним у врућем топљеном салу, који је био стављен у већу дрвену чинију. У хлеб је било забодено унаоколо 10-15 сенија или прутова, односно онолико дарова колико је млада спремила за глване сватове са момкове стране. Прутови су били повезани танком жицом, а на врху налазила се јабука окићена шимшировим лишћем. О прутове и о жицу били су причвршћени лицитарски колачи и папрењаци. Кумову кржу чауш је морао носити, од младожењине до младине куће, на глави. Дарови са крже, по једна прут са колачима подељени су главним сватовима код младе.
Уз свирку и песму, повике барјактара и шале чауша, свадбена поворка стиже код младине куће. Тамо су их пред кућним вратима примили младини родитељи, те сваком одласлом мушком свату даривали по боцу вина. Улазећи у кућу сватови су поздрављали укућане и друге госте речима: Јесте л’ ради гостима? на шта је одговарано: Јесмо добрима, а придошли би додали: На здравље вам весеље. Гости су потом поседали за сто, затекавши ту деверског тату. Главна места за столом су имали кум, стари сват и девер. Деверуше су ишле од једног до другог свата и китиле их позлаћеним рузмарином. Послужени пићем, сватови су устали да прате младенце у цркву на венчање. Млада одевена у венчаницу и са белим куповним венцем (венак), начињеним од воска око танких жица, са носачем и цветићима на њему, и младожења, стали су на кућни праг и ту су их младини родитељи бласословили бацајући по њима жито и кукуруз, и прскајући их светом водицом.
На челу поворке су били барјактари и чауш, па момци и деверуше, стари сват у пару са младожењом, кум са младом, и остали сватови, које су пратили свирачи. Младенци су приступили венчању у цркви након што су се тог дана, ујутро, исповедили и причестили, а потом обавили грађанско венчање. На излазу из цркве, по обављеном венчању, опет се формира свадбена поворка, са мало измењеним редоследом, кум је ишао уз младожењу, а стари сват уз младу. Поворка је кренула према младожењиној кући, где су их чекали његови родитељи. Његова мајка је предала млади два хлеба и две боце вина, што је она унела у собу и ставила на сто пред собног старишину. Потом се млада враћа до улазних врата љубећи сваког госта и укућанина, који су је за то даривали ситним новце. Веће дарове младенцима су сватови и родбина донели раније и оставили их у младожењиној кући. Тада су у собу улазили кум, стари сват, девер и остали мушки сватови, и након што су мушки сватови добили по боцу вина, упутили су се на своја места за столом говорећи: На здравље вам весеље. Тада је почињало весеље, песма и игра. Већ је било касно увече, те је део млађих сватова, на челу са буклијашем, чаушем и барјактаром, у пратњи свирача, кренуо по куму, старосватицу и деверску маму које су биле већ отишле својим кућама да обаве неке послове. Казали су: Идемо за деверуше. Од једне деверуше, која је већ то била спремила, узели су огледало и обесили га деверском петлу о врат. Пошто су им се придружиле жене по које су пошли, носили су тог петла са огледалом младожењиној кући да га тиме дарују. Он ће бити заклан и поједен на деверској вечери, дан након свадбе, кад се деверски тата и деверска мама позивају на вечеру. Вративши се сватовима, кума, старосватица и деврска мама су заузеле своја места за столом.
За вечеру се јела говеђа супа од живине, говедина или пилетина са умаком од парадајза или хрена, печено телеће или пилеће месо и куглоф и колачи. Пило се вино и ракија, наздрављало се, певало и играло. У поноћ је било извршено привезивање снаше. Она, деверуше, чауш, буклијаш и још неки сватови са њене стране, одвојили су се од сватова и затворили у малу собу или комору. Стари сват, девер и његова жена, деверић и други са младожењине стране, дошли су пред врата коморе желећи да уђу. Како то ови у просторији нису дозвољавали, долазило је до приговора са једне и друге стране о откупу голубице са перјем (младе). Када су ти разговори били успешно обављени и стари сват и други платили обећану откупну цену, рекло се кесу са хиљаду дуката, а у ставри једна сребрна крупа, ушли су ка младој. Двер је дао чаушу откупнину, а овај је препустио младу деверићу који је корбачем почео ударати оне сватове око младе. Претходно су му деверуше пребациле везани пешкир преко рамена и свезале га на супротној страни под пазухом. Пешкир је био обично ткан од прутаног ченара, финог домаћег платна, на крајевима извезен белом памучном и златном жицом, са три усправне гранчице са сваке стране. Био је дуг до 1,75 м, а широк до 40 цм. Са упаљеним свећама у рукама пратиле су деверуше и сви који су били у соби са младом или тамо у међувремену придошли, младу у велику собу, у којој су их очекивали други сватови. Тада су деверуше запевале песму Мајка Мару прико града звала, која се певала у тренутку опраштања младе од њеног девојаштва. За то време младожења је стајао за столом између кума и старог свата, са шеширом на глави. Млада је дошла до стола, стала насупрот младожењи, скинула вео са главе и бацила га према њему, он је вео ухватио и вратио јој га. Када су то поновили три пута, када је младожења бацио вео млади на главу, она је, пошто је изљубила све сватове, у пратњи деверске маме отишла у комору где је вео дефинитивно скинут и стављена конђа, капа удате жене на које се стављала марама. Док је тако сређена млада улазила у собу ка сватовима, млађи сватови су знали запевати песму Млад се немој женити / јер ћеш се покајати / Жена конђу степе / па човеку мете / живот ми се допада. Двверић, стално је пратећи, увео је младу у собу и ословио сватове речима: Шта смо тражили, то смо и добили. На те речи, уз свирку свирача, он је са снашом почео играти снашину игру. То су настављали један за другим и остали сватови и сваки је од њих, одигравши са њом, даривао младу ситним новцем. Након сватова са младом су играли младожењини родитељи, а последњи играч је био младожења. За то вре,е сватови су се знали шалити на младожењим рачун, певајући песме попут Жена конђу плете / па човеку мете.... Младу је чувао деверић да јој неко од сватова не би однео неки комад одеће или пак ципелу, јер би тада он тај предмет морао откупити. Зато је при сваком покушају неког свата да се ичег младиног докопа, немилосрдно бичем ударао не пазећи куда. Са песмо и игро и даље се наствљало. До почетка 20. века, био је обичај да млада дарује младожењину родбину, били су то њени ручни радови. Иавезла је на мушку кошуљу ситна везуљица, ситни вез, извезла је на њој огрлицу или оковратник, израдила је запонке, мушке наруквице, затим врпце којима су девојке везале широке рукаве женске посвечане, празничне кошуље, или је сашила целу кошуљу, понекад и више њих. Све те и друге дарове, донео је на сепету, врсти кошаре, чауш, теих у њеном присуству ставио на сто. Приказивање дарова, односно даривање, започињао је речима: Фаљен Исус, куме, стари свате, а и девере, и сви гости звани и изабрани. Наша снаша лепо се постарала и за својега (нпр. кума кога прозове по имену) леп дар приправила, кошуљу од најлепшег памучног беза извезла. Оволико је дугачка и оволико је широка, па нека ју носи у здрављу! Дарови су уз чаушево говорење редовно предавани младожењиним сестрама, браћи, родитељима. Ако је у сватовима био капелан или мештер (учитељ) и њих је млада даривала, при чему је чауш у шали спомињао њихове евентуалне везе са неком девојком или женом у селу.
У зору су сватови почињали играти посебне сватовске иггре, једна од њих је била игра перине. У коло што се водило и на дворишту, ухватили су се мушки и женски, а један играч држећи у руци перину или јастук, играо је сам. Потом је дшао пред неку девојку у коло, ставио пред њу јастук и пошто су обоје на њега клекнули, пољубили су се. Момак се ухватио у коло, а девојка је узела јастук и игра се настављала. Последњи играч са младом је био младожења , који је, пољубивши се са њом, јастук бацио преко кућног крова. У игри метлом играло је више мушких и женских парова, пред њима је био један младић, коме је партнерица била метла. Играчима у паровима циљ је био да стану на метлу која им се мотала пред ногама. У једном часу, на дати знак сваки играч је требао променити девојку са којом је дотад играо. Ако некоме то није успело да брзо изведе, играч са метлом се докопао једне играчице и тако заиграо са њом, а метлу препустио оном који је остао без играчице. Обе игре су биле познате и код Румуна. Кад се већ разданило почињала је омиљена игра љевка. У томе је учествовало десет играча, само мушкарци. Ову шаљиву игру изводили су сватови у дворишту, као и на стази пред кућом. Љевка се играла само на свадбама на Шокачкој страни. Играчи су стали један за другим, ставивши сваки оном испред себе, руке на рамена. Први међу њима је био чауш, он је држао у руци танак и савитљив прут, дуг 3—4 м. Сви играчи су поигравали, корачајући увек по такту који је прутом давао чауш. Он је певао: Скочи горе, љевко! С оне стране секо!. Ако је неки од играча спорије реаговао, па остао изван реда, предњак, опазивши га, ударио га је прутом. Он је поново запевао: На ’ву те ударим, на ’ву те опалим! И вребао је којег ће дохватити. Његово певање се настављало: Капу доле, љевко!. На то су сви играчи бацали своје капе на земљу. Потом се, док се играло између капа, зачула чаушева заповест: Капу горе, љевко! Сваки од играча је требао хитро дохватити своју капу, а онај који је то учинио спорије, осетио је на себи ударац. Кад се завршило са љевком, млада је узимала метлу да помете собу. У томе су је ометали сватови, па је тешком муком могла завршити метење. Потом је у пратњи деверића пошла на најближи сеоски бунар да за кућу донесе воде. То је био њен први радни наступ у новом дому. Ако је на путу срела мушко чељаде, казало се да ће јој прво дете бити мушко, док је сусрет са женском особом био знак да ће родоти женско. Особу коју је срела, пољубила је, а она ју је даривала ситним новцем. Затим су се сватови спремали да пођу својим кућама. Сви су заједно отпратили кума, па старог свата и девера њиховим кућама, а онда је сваки сват отишао на своју страну. Буклија и чауш вратили су се младожењи, где су помагали у спремању собе за другу вечер, пријатељску вечер или деверску вечер, на коју би се на позив буклијаша скупила најближа родбина и младини родитељи. Том приликом, у ранија времена, деверић је даривао младу посебним даром. Он јој је поклањао преслицу и паузак, израђен од овчје коже хире, обојен црвеном бојом. На њему је било написано младино име и година венчања. Од ње је добио шлинговану марамицу са ушлингованим својим именом. Весеље најближе родбине потрајало је до иза поноћи. Потом су младенци одлазили у ложницу, а сватови се разишли. Раније младожења није спавао прву ноћ са младом, него је то била деверуша или деверић. Њима је кревет био припремљен у комори. У ложницу су младенци ишли тек друге вечери након свадбе.
У Шокачком крју све дане те недеље млада није излазила даље на сокак. Такође, није смела погледати у огледало, да не би брзо остала трудна. Идуће недеље ишла је са младожењом и његовом најближом родбином својој родитељској кући. Говорило се да млада носи колач, што је уствари и чинила. Након ручка гости су се код младиних родитеља забављали до касно увече, па се вратили својим кућама. Тиме су свадбене свечаности биле завршене.

### Погреб
Када је неки тешки болесник боловао и био пред самрти, поред њега се увек налазио један од укућана или ближе родбине, говорило се да га чувају. Обичај је био да се њему испуњавају све жеље, као и да му доведу свештеника који га је исповедио, причестио и поделио му последње помазање. Када они који су уз њега примете да је почео уздисати, запалили су већ припремљену свећу и ставили је умирућем у руку. Одећу у којој ће бити покопан стављају на кревет. Наком што је издахнуо, окупали су га и обукли у одело, како је умрли за живота желео. Онда га стављају на даску, на сто, а у висини главе, са сваке стране, горела је по једна свећа. Под пазух или у шаку ставили су покојнику новчић којим ће платити лађару за превоз на онај свет. Док мртавац или мртвац лежи на столу, жена, мајка и друге женске особе из најближе родбине га запевају, нарицањем оплакују. Нарицаљка садржи врлине умрлог које нарикача износи и његову бригу за породицу која у жалости без њега остаје. Преко ноћи мртвац није смео остати сам, крај њега је увек био неко од укућана, родбине и суседа. Сви они мртваца чувају, а време им је пролазило у причању о мртвоме, о пословима, временским приликама и другим стварима. Мушкарци су се картали и пијуцкали ракију, а жене су се тихо молиле, односно приповедале. Присутни су морали и јести, јер се тада даје прва помана, помен, обично паприкаш или суво месо. Пре него што мртваца ставе у сандук, једна жена, најчешће удовица, треба да расчини сандук, да га изнутра премаже угашеним кречом. После тога она измери сандук са два памучна конца, једним белим и једним црним. Црни конац остављала је у сандуку, а бели је давала укућанима који су га ставили под греду на крову. Тај конац ће чувати да се покојник не би претворио у вукодлака, покојница у вештицу, и да се умрли не би враћао кући и узнемиравао укућане. Понекад се у сандук умрломе ставља и молитвеник. Кад мрватца у сандуку изнесу из собе у двориште, укућани се још неко време задрже у кући док једна жена не врати ствари на место. То је због тога ако се мртвац врати, да не препозна место где је живео.
Након опела мртваца одвозе на гробље поред Петровачког пута. На челу погребне поворке младићи носе крст и црквене заставе, а у поворци су родбина, суседи, пријатељи и познаници. По завршетку молитве и благослова сандук се спушта у ископану раку, па на њега свако од присутних баца грумен земље, а родбина по новчић и цвеће. На затрпаном гробу се пободе дрвени крст са именом и презименом, као и годином рођења и смрти покојника, а након неког времена, уместо дрвеног крста се ставља камени или мермерни споменик са подацима о покојнику, често са сликом. Идућих шест недеља укућани посећују гроб и мере га концем. То је чињено како би се помогло оном укућанину који се није добро осећао, или да ће олакшати бол за умрлим ономе из ближе родбине, који је за мртвацем посебно жалио, као мајка за дететом. По повартку са сахране, домаћин или неки други мушкарац износи пред оне који су копали раку, родбину и укућане, три, пет или седам боца ракије, једну боцу он сам отвори и свима наздрави: Здраво за покојника (каже име) душу! Након тога мало отпије, даје редом боцу родбини, па свако мало попије. Отварају се и друге боце, те се из њих мало отпије. Ко боцу отвори, пре него што отпије изговара: Бог да му прими! Док се једе супа, те говеђе или свињско кувано или печено месо, у соби гори свећа коју је покојник имао у руци док је умирао. Друго вече након сахране дају укућани умрлог трећу вечер. Присутној деци дају хлеба, соли и колача. Одраслима, уз друга јела, нуди се кисело тесто и колач. Када прође шест недеља од смрти, мећу трпезу од шест недеља. Након уобичајеног оброка, најближа родбина дели међусобно покојникову одећу. Онај који дели одевне предмете говори: За душу покојног (каже име). Ко шта добије изговара: Да му Бог прими.

### Божић
После празника Свете Катарине (25. новембра), наступа адвентско време које траје све до Божића. То је био период када се нису одржавале свадбе и када није било забава са игром. Тада се одржавао заповедарни пост који се накада у кућама Шокачке стране строго поштовао. Три дана пре Божића деца су, веселећи се надолазећем празнику говорила: Данас дан, сутра дан, прекосутра Бадњи дан! Бадњак је био последњи дан поста. Први мушки посетилац сваке куће тог дана био је положеник. Кад је ушао у кућу, њега су сместили за мали сточић поред пећи. На њему је домаћин крунио кукуруз, а положеник је за то време опонашао гласове домаћих животиња, коња, краве или свиње. Одласлог положеника домаћин је послужио ракијом, а дечака даривао ситним новцем. Домаћица и друге жене у кући имале су на Бадњак пуне руке посла. Пекле су хлеб за више дана, а појединим хлебовима су давале имена попут Сунце, Месец, Звезда. Мушкарци су хранили стоку, чистили и спремали по двору, дворишту. Тог дана јело се мало, а мушкарци су чешће узимали ракију. Предвече је домаћин донео у једној кошари чисте сламе и ставио је у кухињу иза врата. Потом је један лончић напунио зрнима жита, кукуруза, јечма, зоби, пасуља, и ставио неколико чешњева белог лука и један сребрни новчић. Домаћица је у све то ставила три свећице повезане црвеном тланином. Био је то божић. Када су сви послови у кући и око ње били обављени, један дечак или неко од млађих укућана, узимао је у руку божић, а под пазухом руковет сламе. Из њега је извадио три сламчице, запалио их и њима упалио три свећице у посуди. С тиме у руци најпре је улазио у велику, па у малу собу и говорио: Фаљен Исус! На здравље вам стари Бадњак и млади Божић! Много година провели у здрављу. Да вам поље роди житом, виногради да су вам родни, а марва да вам се плоди. Мир и слога да влада у ову кућу! Уз то је по поду растресао мало сламе. Домаћин му је мало отпоздрављао, а када је завршио са изрицањем добрих жеља, домаћин је казао: Амен. Потом је узео мало сламе и ставио под столњак на столу. Онда су обојица исти обред поновили у дворишту, штали и башти, оставивши свугде по мало сламе. Након тога су укућани седали за сто да вечерају. На столу је био хлеб у облику Месеца, пасуљ, кувана сува риба, тесто или уштипци са орасима и маком, мед, бели лук, јабуке и друго воће. Посуда са упаљеним свећама стајала је посред стола. Сви одрасли су пили ракију, а онда је сваки укућанин узимао по чешањ белог лука, умочио га у мед и појео. За време јела, домаћин је узео горуће свеће, окренуо их надоле и забио их у зрна. Притом је пазио да врућим врховима свећа ухвати што више зрна, као и новчић, јер би то требало значити да ће идућа година бити родна и да ће у кући бити новца. Након што су вечерали, домаћин је шорао ораси, бацао их по соби да их деца скупљају, ломе и једу. Иза тога су певали божићне песме коледе, а мушкарци су се и картали. Нешто пре поноћи, сви одрасли укућани, а и деца, кретали су у цркву на мису, коју су звали пстирска миса. Она је сваке треће године била шокачка. Део укућана који није ишао, у ране јутарње сате Божића био је на зорницу. По доласку из цркве у кућама Шокачког краја се ручало. Овај рани оброк се састојао од  куване кобасице и куваних ребара са умаком од тормака или хрена. На Божић, први, други и трећи дан, родбина, суседи, познаници и пријатељи међусобно су честитали једни другима празник реима: На здравље ти Божић! на шта се одговарало: Жив и здрав био!

#### Коледа
Главни божићни обичај међу рекашким Шокцима било је извођење коледам коледање. Након празника Свете Катарине изабрао је коледарски војвода, некада и сам коледан, осам момака које је он следеће четири недеље учио певати коледе, играти одговарајуће игре и чинити све друго што употпуњује тај обичај. Момци звани колеђани, били су обично старости између 16 и 20 година, али је било и млађих и старијих. Они су се обавезали да ће редовно долазити на пробе, марљиво учити песме и игре и радити све друго то им њихов војвода буде тражио. На тим пробама, обично код самог војводе, присуствовали су и сеоски дечаци, који су се од малих ногу припремали за извођење овог обичаја. Коледа и других песама које су се певале било је око 80 и сваки колеђан морао их је научити напамет, уз то игре и посебне колеђанске шале. Сваки од њих, у то време припремања, попбринуо се и за одећу. У колеђанску ношњу спадале су беле вунене чакшире, које им је исткала колеђанова мајка или бака на својим стативима, разбоју, црне кожне чизме, бела кошуља исткана од памука и ћемер, затим плави чохани пруслук, прслук са по једном платненом траком преко рамена, те наглави чакоњ, капа са шилтом, слична војничкој, која се везала ременчићем испод браде и била окићена цвећем. На рукама је сваки колеђан имао муфле, наруквице плетене од вуне у живим бојама. На прстима десне руке носио је прапорке, којима је песми и игри даван такт. Војвода је био обучен у уобичајено одело, а његова шубара је била окићена цвећем. Осам колеђана је било подељено у две групе са по четири извођача. Тако да су по групама наизменично певали, док су играли заједно. Предводник прве групе био је танцовођа, а друге коловођа. И један и други морали су бити понајбољи певачи и играчи. Најмањи и најмлађи међу колеђанима био је гуливрећа, који је са собом носио врећу и у њу стављао дарове: кобасице, суво месо, колаче и друго. Понекад је тај посао обављао човек унајмљен из Шокачког краја, који није учествовао у коледању, већ је био сакупљач дарова, за шта је био плаћен. Дарове у новцу примао је сам војвода. Колеђане је понекад пратио и један свирач на виолини, луташ, обично рекашки Ром, који је својом свирком пратио колеђанско певање док су прелазили из куће у кућу.
Обилазак кућа у Шокачком крају започињао је на Бадње вече. Најпре су колеђани одлазили кнезу, председнику општине, ако је био Шокац, и отпевали му коледу Божићку Боже, која се иначе певала само на Бадње вече и до поноћи, или коледу У кнешком двору често орише. Након тога посећивали су сваку шокачку кућу, без обзира да ли је била имућнија или сиромашнија. У свакој од њих су колеђане дочекивали, примали, слушали, даривали и испраћали врло радо. Војвода са штапом у руци, ишао је на челу колеђанске дружине, за њим колеђани, у два реда по четворица, од којих су челни били танцовођа и коловођа. Док су ишли од једне до друге куће певали су неку коледу за путом. Кад су дошли пред вратима куће где их је чекао домаћин, војвода га је запитао: Да ли сте ради колеђанима? Одговор је наравно био потврдан па су колеђани предвођени својим војводом, улазећи у кућу, запевали: Отварајте врата, врата су вам златна, сребром окована, златом обојена. Ушавши у собу, честитали су свим окупљеним укућанима празник речима: На здравље вам стари Бадњак и млади Божић! На то је војвода сео за сто и упитао домаћина коју коледу жели да му његови колеђани отпевају. Кад је овај изразио своју жељу, четворица колеђана су му певањем и игром испунила жељу, док су друга четворица мировала. Може се рећи да је свака кућа имала своје коледе. Војвода је понекад прекидао певање колеђана, и издавао им колеђанске заповести којима је наређивао да се изведе нека шала. По завршетку шале, уследио би гласан смех укућана, па се са певањем настављало. Војводиних заповести или шала је било 25. Након певања и шала које су колеђани извели, домаћин им је уручио дарове. Најчешће су то били комад сувог меса, кобасица, плетени колач, вино и новац. За сваки примљени дар, стојећи и држећи дар у руци високо над главом, војвода се посебно захваљивао. Након тога колеђани, стојећи у полукругу пред столом, држали су десну руку и њоме лагано тресли како би прапорци причвршћени на њој што јаче звечали. Кадтад се домаћин знао са колеђанима нашалити, па им је уместо нпр. праве кобасице која је још на бурендову или свињокољи била одређивана за колеђане, подвалио кобасицу пуњену пиљевином. То је војвода одмах опазио па је дар без захваљивања предао гуливрећи, који је није стављао у врећу тамо где дарови иначе иду, него ју је обесио на домаћинов прозор уз шаљиво захваљивање којим благо прекорава домаћина за ту подвалу. Оставши у појединој кући 15—20 минута, негде и дуже, колеђани су на челу са војводом напуштали кућу певајући: Мир из куће, Бог у кућу, ми с места, Бог на место, живите, богатите, док је Бог, Божја воља. Сам Бог вам дао млого лета и сретних година! Обилазак свих кућа за војводу и колеђане био је веома напоран. Они су у тим посетама, на Бадње вече, први и други дан Божића, долазили у кућама на ручак и вечеру, како би се окрепили јелом и пићем за песму и игру за даље обиласке. Од пића су смели узимати само по мало ракије, вина нимало, како не би промукли. На Божић, преподне, са коледањем се прекидало, па су колеђани присуствовали великој миси у рекашкој цркви. Кад су са коледањем завршили, отишли би војводи и тамо на једнаке делове поделили све дарове, те се разишли својим кућама. Према Стјепану Крпану, последње коледање у Рекашу је било 1946. године.

### Ускрс
На први дан Ускрса, изјутра пре велике мисе, деца су одевена у посвечене хаљине одлазила код рођака носећи са собом крчажић напуњен водом, писамце и по два колача. Дошавши у кућу код рођака, говорили су: Фаљен Исус, ово је за душу мојега (каже сродство и име). Пружили су тај крчажић, писамце и колаче, а заузврат добивали су исто такав дар, такође за мртве душе, при чему је дароватељ рекао име и сродство покојника. За Ускрс се у свакој кући припремала барена, кувана шунка и кобасица, пекао се колач и фарбала се јаја. Након мисе и ручка сва је шокачка младеж свечано одевена одлазила на место Надол, праћена мајкама, теткама, стринама, бакама и другом женском родбином и другим знатижељницима, да се види је ли у протеклом периоду настала нека нова симпатија. Тог дана још се није играло уз музику, па су девојке понављале песму Ој цвеће различе, љељо, јеси л’ скоро брано? Кад су то, руку под руку, лаганим ходом у дугом реду отпевале, праћене момцима међу којима се сигурно налазило и оних којима се нека од њих бегенисала, свиђала, па и више од тога, долазило је до најсвечанијег чина тог скупа, до бирања паунице и пауна. Бирали су их присутни момци и девојке, Најлепша, у бело обучена девојка, била је проглашена пауницом, а најнаочитији момак је био изабран за пауна. Тад су момци и девојке повели коло уз певање пригодне песме Паун пасе, трава расте, мој пауне. Обичај бирања паунице и пауна почео се губити у првој половини 20. века.
На други дан Ускрса, поподне, након дугих недеља поста, зачула се свирка и почињала је игра. У протеклом периоду, у сиграма или играма, сваки је момак себи нашао девојку са којом ће на месту Надол или у дворани крај крчме заправити игру, отплесати први, па потом четврти и седми плес. Плесање тих плесова са одређеном девојком значило је да су намере момка према њој озбиљне. Самом приближавању девојци, непосредно пре почетка плеса, претходио је поглед момка, знак дат главом или прстом. Саставши се тако, момак је девојку окренуо испод руке, па су онда у пару започели плесати. То су са великим интересовањем пратиле мајке и друге жене из родбине јер је из партнерства у плесу знала настати права љубав која је доводила до брака. Ако су се момак и девојка пре тога били посвађали, а момак јој забранио да плеше са другим момком, као и другим момцима да плешу са њом, она је тада остајала без плесача. Догађало се да су се у тај спор умешала и девојчина браћа, па су се момци поделили у два табора, један за момка, други против њега. Тада је долазило до сукоба, а и туче, у чему су понекад учествовали и очеви момка и девојке. Кад су се временом момак и девојка помирили, а и тиме њихове присталице, родитељи су и даље знали остати непомирени. Такви су догађаји давали обилне грађе за свакојака причања и оговарања, највише међу женским светом на Шокачкој страни. Догађало се, и то врло често, да се момак оженио девојком са којом је плесао први, чеврти и седми плес, али је неретко било и случајева да се та веза није одржала, па се момак оженио другом девојком.

### Шокачка руга
Црквена година Шокаца у Рекашу или по њиховом шокачка руга, слави се на празник Светог Ивана Крститеља (24. јуна). Тог дана је у цркви велика миса шокачка, проповед, као и остали делови мисног обреда. Пре празника сваки је момак из Шокачког краја тражио себи пар, девојку са којом ће тога дана учествовати у извођењу руге. На дан празника присустввали су момци и девојке, навучени у посвечене хаљине, одевени у свечану одећу, великој миси у цркви, која је била шокачка, значи искључиво са употребом народног језика, осим латинског пре Другог ватиканског сабора. Након мисе сврстали су се момци и девојке пред црквом у парове, на челу којих је био момак са девојком, својом симпатијом, која је за ту прилику обавезно морала обновити одећу. Она је носила ругу. Руга је била гранати рузмарин, звали су га и по немачком Strauss, окићен свиленим разнобојним пантљикама и златножутим папирићима. Иза споменутог пара били су сврстани момци по старости, сваки са девојом за коју се побринуо у дане пре празника. Тако поређани, у пратњи свирача, отпратили су момка са чела колоне до куће његове девојке, где је остао на ручку. Остали су се разишли, тако да је сваки момак био гост на ручку код девојке са којом је чинио пар. Након ручка опет су се скупили код девојке са ругом, поређали се у парове као и претходни пут, праћени свирачима, те отишли у крчму где је било заказано весеље. Тамо се до вечери плесало, певало и забављало, а потом је почела лицитација руге. Момак који је понудио највећу своту новца, добио је ругу, те је уручио својој девојци. Њих двоје су, момци и девојке у паровима, отпратили ка девојчиној кући на вечеру, а након вечере дошли су сви по њих и заједно су отишли на забаву у крчму, и тамо наставили са весељем које су били започели у поподневним сатима. Забава је обично трајала целу ноћ, до зоре, кад су девојку са ругом отпратили кући. Она ће догодине, у пару са својим момком, започети ругу. Рузмарин се китио сваке године, а тридесетих година 20. века било је 15 парова момака и девојака у поворци са ругом. Последњи пар који је почетком Другог светског рата започео ругу, били су Јакоб Амбруш-Жижа и Ана Кожар. Након тога овај се обичај престаје изводоти.

## Народно веровање
Боравећи у Рекашу, Стјепан Крпан је забележио нека шокачка народна веровања. Кад жена доврши шивење дечје кошуље или неког другог одевног предмета, онда је кроз њега пуштала једно гушчје перо како би тај одевни предмет био лаган као перо. Трећи дан након што се отелила крава, домаћица је од млека добијеног у те дане што га није посисало теле, скувала провару, и донела да је њена и комшијска деца поједу. Деца су седела на једној врећи и кад су понуђено млеко појела, жена им је наквасила косу и од ње направила рошчиће. Са таквом косом деца су одлазила у шталу и тамо опонашала мукање краве. То је чињено зато да се теле не би урекло и да вукодлак не би крави узимао млеко. У једна петак пре сетве пшенице, износио је домаћин из куће семе пшенице, тог дана се у кући није ложила ватра да класје жита не би оболело од гловнице. Он је мало семенске пшенице помешао са белим луком, да би зрно било крупно попут чешњева, те са соли, и то донео у најближу њиву. При томе, током сетвених дана, домаћин је у џепу носио сребрни новчић који се на Божић налазио у посуди са зрневљем. Тај новчић је требало помоћи да жито буде чисто попут сребра. Последњи комад њиве под пшеницом остајао је непокошен, па је то класје пожњевено српом. Из једног корена жетелице су изабрале три стабљике, из другог и трећег исто толико, па су ту руковет украсиле цвећем и везале шареном тканином. То су донеле кући, на славу Бога што је дао богату жетву.
На дан Светог Филипа и Јакоба (1. мај), доносила је изјутра домаћица у шталу тањир са неколико посољених кришки хлеба и неколико грудвица соли и то давала марви да једе, како би их то на паши штитило од болести. Вилино коло звали су оно место на пашњаку са нешто тамнијом травом у кругу, јер је то место где су ноћу виле коло водиле. Уочи празника Светог Томе (21. децембра), сви укућани су се требали по длановима и табанима намазати белим луком, како би их то одбранило од вукодлака. Уочи Тудоровице, дана који се пада у суботу након Пепелнице, девојке су газиле своје кревете и говориле: Кревете, ја те газим Тудоре, ја те молим да ми у сан покажеш мојега суђенога! Након тога су легле и нису ништа више говориле у уверењу да ће им у сан доћи момак који им је био суђен. Веровало се да се уочи Благовести (25. март), на месту где је закопан златан и сребрни новац виде пламенови који не пеку, него се само нијају. Ако би се на том месту копало, а да се не изусти ниједна реч, нашао би се ћуп са новцем.
Кад је падао град, најстарији је укућанин узимао секиру, излазио пред кућна врата и засекао њоме у земљу, како би господар облака Вулваш отишао и тако престали падати каменчићи, лед. Кад је дете прстом упирало у дугу, старији су му рекли да се угризе за прст како се не би осушио. Међу живином у дворишту знала је понекад харати нека пошаст. Тада је домаћица обесила угинулу кокошку на плот или о грану неког дрвета, да зараза и умирање престану. Угледавши вртеж, ковитлац прашине, човек је морао рећи: Вир, вир, Божји пут. То га је штитило од болести. Мушица која облеће око светиље или свеће није се смела дирати, јер она представља душу неког покојника из куће. У црним кишоносним и градоносним облацима скривала се хала, змај у лику великог гуштера који је из облака на земљу просипао млазеве кише и слао град.. Ту је неман водио Вулваш. Кад би посматрач угледао узани црни облак, говорио би да је то реп хале. Када је звонило подне, није се требало нигде поћи, иако је човек у тај час наумио негде кренути, јер се пут не би добро завршио. Уочи петка и недеље, није се прело, везло, шило и крпило.

### Предсказање времена
Света Ката, снег на врата је била узречица којом је најављиван долазак зиме и снега. Празник Свете Луције (13. децембар) и Бадњи дан (24. децембар) дели временски размак од дванаест дана. Пошто година има дванаест месеци, онда је тих празничних дванаест дана било упоређивано са дванаест месеци  идуће године. Стари су људи гледали и у календар записивали какво је време било појединог од тих дванаест дана. Ако је 13. децембра целог дана била хладноћа и мраз, веровали су да ће јануар следеће године бити такав, или ако је 14. децембра, преподне вејао снег, мислили су да ће такво време бити у првој половини фебруара, или ако је 20. децембра било суво време, веровало се да ће у месецу августу идуће године бити суша. Сунчани дан на Свету Марију (2. фебруар), био је повод да се закључи како је медвед изавшаши из свог брлога, могао видети своју ладу, сенку. Зато ће зима потрајати још шест недеља. Није било добро ако је на празник Светог Матије (24. фебруар) било лепо сунчано време, јер ће тај светац послати још зиме и леда. Зато се сматрало да је добро ако је тога дана било хладно време, а баре и потоци залеђени. Тада се говорило како ће ускоро Свети Матија лед разбити, односно Свети Матија лед пробија. Ако је на Светог Медарда (8. јун) падала киша, говорило се да ће кишовито време потрајати још пуних четрдесет дана. Много паучине у пољу, у дане ране јесени, значило је да ће та јесен бити дуга. Мислило се такође да није добро кад се у јесен по пољима виде многе хунке, хумке земље под којима су мишеви накупили довољно хране за наступајућу зиму, која би могла бити дуга. Кад је око пуног месеца био мутан облак, значило је да ће бити кише. Такво време ће бити и након летње спарине. Северозападни ветар, што га зову мађарац, доноси хладну кишу. Ветар који дува са југа, за којег кажу да је из Долине или србијанац, донеће са собом сигурно топлу кишу.

## Народно бајање
Прва лекарска интервенција организоване здравствене заштине у Рекашу је забележена почетком 19. века, а вероватно их је било и раније, међутим, још много година након тога у Шокачком крају се сматрало да је болест последица урока или пак заладе, прехладе. Болеснике су лечиле жене бајалице, које су знале тајне формуле лечења свих болести. Веровало се да је последица прехладе гушобоља, грубобоља или нека друга болест. Многе болести је узроковао урок. Ако је неко по изгледу био леп или по нарави мио, па се зато другима допадао, што су и они јавно показивали, могао је бити уречен, па би се онда разболео. Да неко не би таквог човека урекао, требало је када га види пљунути према њему и рећи: Да те не урекнем. Када неко у кући оболи, укућани одлуче да пошаљу једно женско чељаде бајалици. Оно је са собом понело празну бочицу. Ако је неко на путу упитао куда иде, она је одговорила: Како брз пита, тако брз лек био. По доалску бајалици, она је одговарала њена питања, ко је болестан, шта га боли и слично. Бајалица је мало наложила ватру, па кад се она разгорела, узела је неколико жеравица. Затим је сипала воде у донесену бочицу, узете тог дана из бунара, која дотад није била дирана. Потом је почела говорити само њој познате речи и то надопуњавала гестикулацијама и гримасама лица. Када је то обавила ставила је у бочицу са водом жеравице, уз њих две—три стабљике сирка из метле, што је била на вратима собе. Потом је казала да је оболела особа стала на вилин траг, па ће бити потребно да се водом из бочице умије, а остатак да попије на гладно срце, на празан стомак. Овако су се лечиле прехлада, грозница, главобоља, кашаљ и још неке болести.

## Образовање
Почетком 1856. саграђена је посебна школа за шокачку децу, али је крајем 19. века, због малог броја деце, морала да се уједини са немачком школом. Од 1899. почиње насељавање Мађара у Рекаш, које је трајало до Првог светског рата, због чега се убрзо отвара мађарска школа, коју су похађала и румунска деца из Рекаша и околине. Након 1922. године румунска држава преузима администрацију у Рекашу, и оснива румунску школу. Тада се шокачки ђаци из немачке конфесионалне школе пребацују у српскохрватску државну школу. Све до 1933. у Рекашу су постојале школе на румунском, мађарском, немачком и српскохрватском језику као засебне или као секције државне школе. Темишварски Гласник јавља 1936. о доласку контрактуалних учитеља из Југославије (нови учитељи Хрвати римокатоличке вере) и отварању хрватских школа у Румунији, тада је у Рекаш стигао учитељ Срећко Моровић. Гласник 1938. у оквиру Исказа деце у државним мањинским српско-хрватским школама извештава да у Рекашу школске 1937/38. од првог до четвртог разреда има 35 ученика, а од петог до седмог разреда има око 30 ученика. Школовање је трајало шест година, од 1934, се прелази на школски систем од седам разреда, а 1965. на осам разреда. Српскохрватска школска секција је укинута 1960, а немачка 1986.  због недостатка ученика. 

## Народна ношња
Рекашки капелан и учитељ, Јосо Мамужић из Суботице, о шокачкој народној ношњи је 1873. записао: 
| „ | Овде нам је пук шокачки, који обичаје има кошто и наш Субатички, само ови су народни знак и народност боље задержали, него наши изрођени субачани, јер они у хаљини још и сад се држе кроја - ох како је то лепо - било од вуне они преду па је дебело ко кабанично платно, - па ји гледам, онда сам и 70 година старији, јел’ имао сам мајку (стару) која ми је од хаљина наши стари приповидала, пак - сад кондаби виђо моје дидове, дидове у церно замотани унучади помађарени, конда би кајали своју старину, - ал од овог више неможем! | ” |

Сакупљач народне ношње рекашких Шокаца и пошиљилац више од двадесет таквих предмета 1924. године Етнографском музеју у Загребу, Јоца Ћосић, написао је о шокачкој ношњи: 
| „ | Шокци у Рекашу били су на гласу, да се они чисто народни носе и да на њи није утицала ношња Румуна и Шваба који се у околини налазе. Ова њина врлина потицала их је на то те су они са пажњом бринули све предмете и ствари које су им од своји стари остајале. | ” |

Тако је било до Првог светског рата, када је народна ношња међу мушким и женским светом била још увек једини начин одевања. Након рата дошло је до својеврсног поједностављивања неких делова ношње, јер на тржишту није било оних артикала од који су шокачке жене ткале домаће платно, потребно за израду делова ношње. Та ношња и даље је остала начин одевања у Шокачком крају, што је потрајало двадесетих и тридесетих година 20. века. Средином четрдесетих година девојке су се још увек носиле шокачки, али неки делови њихове одеће (блузе) биле су шивене на градски начин. У то време момци су облачили градска одела или њима сличну одећу. Наредне деценија само су старије жене биле одевене у сукње, блузе и мараме, све у црној боји, и на начин који је посећао на некадашњу народну ношњу. Мушки свет после Другог светског рата, облачи се искључиво градски, стара мушка ношња, ако је у кући сачувана, служи за то да су у њу обуче и укопа, ако је то за живота желео, најстарији умрли укућанин.
Мушке и женске кошуље, мушке гаће, женске скуте, јастучнице и друге одевне и употребне предмете, израђивали су од беза, платна отканог на стативама (разбоју). То платно ткале су жене од кудеље (конопља), или од комбинције конопље памука разних врста и квалитета. Некада је конопљу сејала свака кућа. Када сазри, почупају је, онда би је везали у китице (снопиће), те након што су је отукли и орунили семе, однесу је у неку од бара јужно од села, сложили би снопиће у воду и моткама их причврстили да се конопља кисели (добро намочи). Након десетак дана намакања, ваде је и суше, и потом односе кући. Посао око обраде обављале су највише жене. Оне суву конопљу најпре стуку, затим је трле трлицом, и онда је чешљају на гребену. Након тога, обрађену конопљу, сада већ кудељу, жена је прела уз помоћ преслице, намотајући нит на вретено. Отуда је нит ишла на мотчицу, па на мотовило, где су се избројале жице у пасма. Тада се све пренело навијањем на сновача и ту се добила основа коју су жене намотале на велико вратило статива. Ова справа се уносила у собу након божићних празника и тамо остајала до пролећа. Поједине жице (нити) основе уденуле су жене најпре у нита, обешена преко котачића о једну попречну летвицу, па у брдо са зупцима учвршћено на разбоју у брдила. Њима као и самим брдом тукао се оток, односно нити потке. На притисак ткаљине ноге на подножнице које су биле на тлу, нита су се дизала и спуштала. Велико вратило са намотаном основом запињало се запињачом, док је за окретање малог вратила на које се намотало откано платно, служила сврака. Кратка тршчана цев, на коју се сукањем намотала нит потке, била је углављена у чунку који је ткаља провлачила кроз зев међу жицама основе сваки пут након што је ударцем брда и брдила према себи придодала нову нит потке. Кад је све што је било основано и стављено на велико вратило било откано, ткаља је измерила дужину платна на аршине (лактове), док је ширину исказала у полама. Потом је откано платно смотала и завила у трупе (трубе). Платно су жене белиле, тако што су га намакале више дана кад је било сунца, пропрајући га у хладној води, па га потом сушиле на трави. Овим прањем се добијала већа белина платна.

### Мушка ношња
У мушку ношњу спада кошуља, гаће, чакшире и пуксе, пруслук (прслук), чуракља (капут), ћемер, шешир, шубара, опанци и чизме. Све рубље, мушко и женско, жене су по кућама кројиле и саме на руке шиле. Ако је некој од њих то боље полазило за руком, она је те послове радила и другим, задужујући их да јој ту услугу на неки начин врате. Део кошуље, за коју је раније требало и до 20 аршина платна, је огрлица или оковратник, који се везао једним гајтаном или ужом тканином, а у новије време копчао се дугметом. Некада су оковратник девојке украшавале уским везом. Рукав је на рамену, горе, напред и позади, имао нашитак који су звали оплата, а под позухом налазио се ушитак латица. Преостали део кошуље која је ишла до петнаестак центиметара изнад колена звао се стан. Његов горњи део са предње стране у висини прса, имао је ождреље, са десне стране с петљама (рупицама), а са друге стране с дугметима. Дугмета је било више него рупица, која су нагусто пришивена, служила као украс. Прсни део је био понекда украшен са неколико скупина од по два-три реда уских рубића. Рукави су се завршавали запонцима (манжетнама) које су биле пришивене зрнчастим убодом.
Гаће су се над ождрељем везивале увлачником. Задњи горњи део гаћа звао се данце, ногавице су биле широке. У 19. веку ширина обе ногавице је премашивала један метар, а њихов доњи део улазио је у чизме. На доњем крају биле су порубљене обаметом. И кошуља и гаће су биле од истог материјала, домаћег беза, ако се радило о свечаној или празничној ношњи, били су од белог ченара, тањег прутастог платна, које је било ткано од финијег памука. Кад се дечак замомчио, почео се за празнике опасивати ћемером. На кожној подлози широкој 8—10 цм и дугој 75—80 цм, била је причвршћена везом украшена платнена врпца широка колико и кожна подлога. На једном крају ћемера налазио се ушивен преградак који се затварао кожним поклопчићем. То је био буђиларош који је служио као новчаник. На сваком крају самог појаса била су зашијена по три ременчића, са једне стране с предицама, а са друге с рупицама ради копчања. Ћемер су носили момци, млађи ожењени људи за празнике и недељом, када су се свечаније одевали.
На глави је сваки мушкарац носио црни шешир са повећаним ободом, момак је на десном уху носио ободац, наушницу, обично златну, која се није скидала. Била је у облику округле плочице обима једног центиметра и причвршћивала се за доњи крај ушке на шараф. Наушницу су момци носили до половине 20. века.
Мушкарци су обували црне боксане чизме са високим тврдим сарама, металним потковицама на пети, које су се код плеса чуле ударањем чизме о чизму. Чизме су куповали на сајмовима од обућара. Раније су носили опанке на кајишеви, са ременчићима за везање, а звали су их и гранерски опанци. Ногу су обмотавали обојцима, а касније су обојке заменили вуненим чарапама.
У мушко одело спадао је и чохани пруслук (прслук) у тамноплавој боји, са кугличастим хромираним дугметима којих је било око 30. Некада су дугмета била нанизана на рубу десне стране прслука, док се исти број рупица налазио и на левој страни. После Првог светског рата дугмета су била пришивена на врпци од чохе исте боје као и прслук. Врпца је са неколико дугмета горе прикопчана на десну, а дле на леву страну прслука, па је врпца ишла преко прсију дијагонално с десна на лево. Прслуке су шили локални кројачи. Имућнији мушкарци носили су у левом џепићу прслука сат чији је ланчић ишао до једне од горњих рупица исте стране прслука, где је био причвршћен. За радне радне дане мушка ношња је била иста, само знатно простија.
Зими су мушкарци носили још и чакшире од домаћег вуненог сукна, пуксе од купљеног материјала, чуракљу (капут) од чохе и шубару. Да би се добило сукно за чакшире, жене су требале обрадити. Након шишања оваца у касно пролеће, или на почетку лета, оне су, разврставши је по боји и дужини, вуну добро опрале, потом су је осушену очешљале на гребенима. Онда су је мавале, па потом на преслици преле и испредене нити намотале на вретено. Са вретена су нити премотане у клупка, и вуна је била приређена за ткање. Након сновања, навијања и увођења нити, ткало се, па се добило вунено сукно које су Рекашани односили на дораду у брдско село Валиуг поред Решице. Тамо су то сукно мајстори намакањем, пресањем и глађењем дорадили, оставивши његову природну белу боју, и припремили га за кројење и шивење. Сукно се платно носило код локалног кројача који је чакшире сашио по мери. Пуксе су кројачи шили од куповног сукна, обично у тамној боји. У чакшире су навлачили кајиш или ремен, да би их притегли уз тело. Горњи предњи део са разрезом или ушицама звали су предњац, а задњи данце. И чакшире и пуксе су биле доста уске.
Од зимске мушке одеће носили су и кожух или грудњак, подстављен овчијим крзном, док му је горња страна, од чисте коже, била напред украшена детаљима у боји. Кожух се копчао са стране, њега су израђинвали ктзнари или кожухари. Чуракљу или краћи зимски капут шили су домаћи кројачи, а била је од куповног чоханог сукна у тамној боји, топло подстављена, са два реда тамних дугмета. Раније су старији мушкарци носили и дуге зимске капуте, који су се почели губити почетком 20. века. Старији мушкарац, пушач, имао је лулу са дугим камишем, док су неки од њих жвакали багеу (лош дуван или багош). Средином тридесетих година 20. века момци су уз беле вунене чакшире, чизме и шубару почели носити и танке капуте, а на њих су навлачили кратки чохани или кожни капут. Шубара је била од стригана, од астраханског крзна, чија је унутрашња страна била подстављена овчијим крзном. Била је висока, према горе лагано се сужавала, а њен врх био је редовно утиснут према темену. Ову ношњу су почели носити дечаци већ при поласку у школу. Дотада су лети носили само дугу кошуљу, а зими су се облачили у панталонице и капутиће које им је сашио кројач или су им родитељи купили готове на сајму. Средином тридесетих година 20. века сви су дечаци били још одевени у такву ношњу, док су им прслуци били од куповног сукна и без кугличастих дугмета.

### Женска ношња
У посвечану (празничну) девојачку ношњу, коју су почињале облачити са 14—15 година, односно када су биле окренуте или задевојчене, убрајала се кошуља или оплећак, скути или посукња, рокља или сукња, блуза, кицеља или прегача, прслук, велика марама, појас и запонци (врпце за рукаве), чуракља или врста зимског капута. Женска кошуља или оплећак била је израђивана од конопље или памука, само од његове финије врсте што је ткањем давало ченар. У њу је ишло седам аршина или лаката платна. Ишла је до појаса и имала изрез за врат, без прореза на прсима. Око изреза је био украс везен памуком црвене или плаве боје. Рукави су били дуги и широки, и само за њих је требало четири аршина платна. Дуж кошуље налазио се понекад и неки приплет. Рукави су се на доњем крају, изнад зглобова шака, везали запонцима кроз увлак или преко рукава. Везице су биле извезене разнобојним памуком или вуном и обрубљене зупцима. На крајевима су биле металне кукице или оканца, па су запонци скопчали и стегнули рукаве, који су преко везица набрано и богато падали. Почетком двадесетих година 20. века уместо тих везица употребљавали су машне, обично свилене, којима су се рукави везали испод лаката. За уске рукаве, везане и шлингане, није требало ни везица ни машни. Девојка је облачила више скута или подсукњи, четири до пет, а у сваку од њих утрошено је до десет лаката платна, истог онаквог од каквог је сашивен оплећак. На доњем крају подсукње знао је бити везан украс од белог памучног конца, са лишћем и цветићима. У новије време су доње подсукње биле уштиркане, па су се, везане у струку увлаком, наглашено ширили на доле. На подсукњу је долазила широка сукња од тешке свиле, која се у појасу везала, а на кошуљу, од  почетка двадесетих година 20. века, велика свилена марама са китама, некада ретким и краћим, а касније дугим и гушћим. Велику мараму девојка је огртала око врата, па преко рамена, да би њене крајеве напред под прсима прекрстила те их позади у висини појаса спојила, најчешће сигурносном иглом. Уместо мараме девојка је могла обући блузу од свиле или другог материјала. Раније су девојке често носиле кратке црвене прслуке, са великим изрезом напред, украшене везом од срме. На прслуку се копчала само доња дугмад. На сукњу је напред привезивала кицељу или прегачу, која је обично била од свиле, сва обрурбљена чипком, којом је каткад била прошарана и цела прегача. Почетком 20. века девојке и жене опасавале су се појасом , широким 7—8 цм, а дугим око 80 цм, израђеним од домаћег платна, на коме је био вез од разнобојне вунице. Око врата девојка је везала врпцу од црног самта, о којој је са предње стране висила нека медаљица, затим ланчић са крстићем или медаљицом - сувениром из Радне, неретко ђердан. Таква се врпца стављала и преко главе, темена, од уха до уха, а причвршћена је била на потиљку, непосредно поврх врата. Већ од детињства женски је свет носио наушнице које су звали обоци. У руци је девојка носила прекићену шлингану или качкану марамицу, у чијем једном углу су се могли прочитати иницијали њеног имена и презимена. Када се спремала за полазак у цркву, марамицом је са обе стране обмотала свој молитвеник. На њеним су ногама биле свилене или кончане штринфе или чарапе, потом ципеле. Уз посвечану одећу ишла је на празнике и исто таква фризура. Девојка је са 14—15 година била чешљана одшироко, односно коса је ниско причешљана, од средине главе ишла на лево и на десно, а од уха до уха, преко главе сезала је плетеница на коју су са сваке стране били прибадачима причвршћени уметнути густи цветови, само на веће празнике и недељом. Позади на глави био је причвршћен цоп, уплетена туђа коса исте боје у облику овалне плоче. Тако почешљане девојке ишле су у цркву на мису преко целе године, као и на забаве. Само неке жене у Шокачком крају знале су направити свечану фризуру одшироко. Свакој од њих долазило је суботом или уочи празника, по 5—6 девојака да им за сутрадан направе фризуру. За ту услугу девојке су женама плаћале. Са прављењем фризуре одшироко престало се у првој половини 20. века.
Девојчице школског узраста облачиле су се за празнике слично девојкама, а то се може рећи и за цурице од 5—6 година, али нешто поједностављеније у деловима одеће и фризури. Зими су се девојке преко рамена и леђа огртале великом вуненом марамом званом бирка, или су облачиле штофовану или плишану чуракљу.
Слично као девојке, облачиле су се млађе удате жене које су носиле и мараму којом су повезивале главу. Марама је била од свиле и других материјала, са дугим густим ресама. Фризура удате жене била је сложена у конђу. Састојала се од жичаног или дрвеног обруча, величине око 15 цм, око којег је била увијена памучна тканина везана концем, па је обруч био дебљине великог прста. Ако је коса неке жене била слабија, омот на жици морао је бити дебљи. О тај обруч, који се стављао на потиљак, жена је оплела и са две своје плетенице или витке причврстила косу. Плетенице су ишле од потиљка па горе преко темена. На тако смотану и учвршћену косу долазио је чепац, врста капице. Чепац је био од домаћег платна и уз руб украшен везом од црвеног и плавог памука. На доњем делу имала је неколико петљи за стезање о косу у конђи. Жена је конђу пре спавања обично скидала, а ујутру је изнова стављала, али се догађало и да је са конђом спавала. Конђа се први пут намешта у поноћ, на дан свадбе, и њу је удата жена носила током целог живота.
Покривало за главу жена средњих и старијих година, такође је била марама. Марама је за жене средњих година била тамнијих боја, а за старије жене црна, без реса. Мараму квадратног облика жена је пре стављања на главу преклопила скоро по дијагонали, па је мањи део мараме долазио на главу, а већи је остао одозго. Марама се, зашиљена поврх чела, везала под брадом двема њеним врховима, и тако је бивала овалним оквиром за женино лице. Марама се о конђу обично причвршћивала прибадачима. Жене су се чешљале сваких неколико дана, лети ређе, а зими чешће. Оне млађих и средњих година лети су над оплећком носиле једноставне свилене мараме са ретким ресама, стављене позади преко рамена, прекрштене на прсима и онда везане позади. Такве мараме, једноставнијих материјала, без реса, носиле су и старе жене. Дуге сукње и прегаче од једноставног платна, тамније или сасвим црне, са сличном прегачом, спадале су у ношњу жена средњих и старијих година. Под њима су били скути, а поврх њих кошуље. Хладнијих дана жене су облачиле блузе, а на њих је долазила чуракља, живих боја за млађе и тамнијих за средовечне и старије жене. Жене су од обуће носиле ципеле, а раније опанке. Идући у празничној ношњи недељом и за празнике у цркву, жена је уз марамицу носила молитвеник, а старе жене и бројанице. Некада су старије жене зими носиле џубу, зимски капут од црног дебелог штофа, са великим оковратником лисичјег крзна , којим су били обрубљени и рукави и доњи део капута. Радним данима жене су се одевале једноставније, без украсних додатака на одећи и фризури.

## Познате личности
- Јоца Ћосић, шокачки културни и просветни радник
- Јон Кожар, румунски позоришни редитељ, професор глуме, истраживач и глумац